# Ришка (комуна, Сучава)
Ришка (рум. Râșca) — комуна у повіті Сучава в Румунії. До складу комуни входять такі села (дані про населення за 2002 рік):
- Буда (753 особи)
- Думбревень (416 осіб)
- Жахалія (338 осіб)
- Ришка (2774 особи) — адміністративний центр комуни
- Слетіоара (795 осіб)

Комуна розташована на відстані 324 км на північ від Бухареста, 32 км на південь від Сучави, 104 км на захід від Ясс.

## Населення
За даними перепису населення 2002 року у комуні проживали 5076 осіб.
Національний склад населення комуни:
| Національність | Кількість осіб | Відсоток |
| -------------- | -------------- | -------- |
| румуни         | 5069           | 99,9%    |
| цигани         | 4              | 0,1%     |
| українці       | 1              | < 0,1%   |
| німці          | 1              | < 0,1%   |

Рідною мовою назвали:
| Мова      | Кількість осіб | Відсоток |
| --------- | -------------- | -------- |
| румунська | 5069           | 99,9%    |
| циганська | 4              | 0,1%     |
| турецька  | 1              | < 0,1%   |
| польська  | 1              | < 0,1%   |

Склад населення комуни за віросповіданням:
| Релігія       | Кількість осіб | Відсоток |
| ------------- | -------------- | -------- |
| православні   | 3216           | 63,4%    |
| п'ятдесятники | 10             | 0,2%     |
| римо-католики | 3              | 0,1%     |
| бретрени      | 1              | < 0,1%   |
| атеїсти       | 1              | < 0,1%   |

## Зовнішні посилання
- Дані про комуну Ришка на сайті Ghidul Primăriilor [Архівовано 27 червня 2012 у Wayback Machine.]